# Estación de Palacio Deportes
Palacio Deportes es una estación en superficie de la línea 1 del Metro de Granada, situada en el distrito Zaidín de la ciudad de Granada. Se encuentra situada junto al Palacio de Deportes de Granada, al que debe su nombre.

## Situación
La estación se encuentra en el Paseo de Carlos V, al sur del barrio del Zaidín de la ciudad. Su propósito principal es dar servicio al Palacio de los Deportes de Granada, donde el principal equipo de baloncesto de la ciudad, el Fundación Club Baloncesto Granada, juega como local.
Además, también da servicio parcialmente a las barriada del Camino de los Neveros y Castaño-Mirasierra, ambas del distrito Genil. La estación se encuentra integrada en una zona comercial donde predominan los negocios de hostelería. Cerca de la estación también se encuentran otras instalaciones de ocio y deportivas como el pabellón de patinaje sobre hielo Mulhacén, el Parque Carlos Cano o un gran centro comercial a 500 metros.

## Características y servicios
La configuración de la estación es de dos andenes laterales de 65 metros de longitud con sendas vías, una por cada sentido. La arquitectura de la estación se dispone en forma de doble marquesina a ambos lados, con un techo y elementos arquitectónicos y decorativos en acero y cristal. La estación es accesible a personas con movilidad reducida, tiene elementos arquitectónicos de accesibilidad a personas invidentes y máquinas automáticas para la compra de títulos de transporte. También dispone de paneles electrónicos de información al viajero y megafonía.
La construcción de la estación implicó la reorganización de la calle. Las vías transcurren segregadas a un lateral de un gran paseo peatonal que recorre toda la avenida. Para la construcción de los andenes se plantaron nuevos árboles y se eliminaron plazas de aparcamiento. También se creó un carril bici transversal a la avenida integrado en el área peatonal.

## Intermodalidad
Palacio Deportes es intermodal con la red de autobuses urbanos de Granada. En concreto, se encuentra a escasos metros de una parada de la línea S3, que conecta el sur de la ciudad con el centro, así como de la línea transversal SN2. Junto a la estación se encuentra una zona de aparcamiento de bicicletas y además, toda la zona está dotada de carril bici.